# Lake Ronkonkoma
Lake Ronkonkoma és una concentració de població designada pel cens dels Estats Units a l'estat de Nova York. Segons el cens del 2000 tenia 19.701 habitants.

## Demografia
Segons el cens del 2000, Lake Ronkonkoma tenia 19.701 habitants, 6.700 habitatges, i 5.011 famílies. La densitat de població era de 1.549,2 habitants per km².
Dels 6.700 habitatges en un 35,6% hi vivien nens de menys de 18 anys, en un 59,8% hi vivien parelles casades, en un 10,9% dones solteres, i en un 25,2% no eren unitats familiars. En el 20,3% dels habitatges hi vivien persones soles el 9,7% de les quals corresponia a persones de 65 anys o més que vivien soles. El nombre mitjà de persones vivint en cada habitatge era de 2,86 i el nombre mitjà de persones que vivien en cada família era de 3,32.
Per edats la població es repartia de la següent manera: un 24,7% tenia menys de 18 anys, un 7,4% entre 18 i 24, un 32,6% entre 25 i 44, un 23,2% de 45 a 60 i un 12,2% 65 anys o més.
L'edat mediana era de 37 anys. Per cada 100 dones de 18 o més anys hi havia 90,3 homes.
La renda mediana per habitatge era de 60.209 $ i la renda mediana per família de 67.375 $. Els homes tenien una renda mediana de 50.715 $ mentre que les dones 34.301 $. La renda per capita de la població era de 23.233 $. Entorn del 3,1% de les famílies i el 6,2% de la població estaven per davall del llindar de pobresa.